# Reserva natural de la defensa Campo Mar Chiquita-Dragones de Malvinas
La reserva natural de la defensa Campo Mar Chiquita-Dragones de Malvinas (o reserva natural militar Campo Mar Chiquita Dragones de Malvinas o reserva natural militar Campo de Tiro Mar Chiquita) es una de las áreas protegidas desarrolladas en terrenos militares de Argentina.
Está ubicada en el Campo de Adiestramiento Militar Mar Chiquita de la Fuerza Aérea Argentina, dependiente de la Base Aérea Militar Mar del Plata, al sudeste de la provincia de Buenos Aires, en el partido de Mar Chiquita. Presenta costas del mar argentino del océano Atlántico, en una región característica de la llanura pampeana. Su destino antes de convertirse en reserva era ser un polígono de tiro de la Fuerza Aérea Argentina.

## Características e historia
Se encuentra localizada en las coordenadas: 37°43′39.25″S 57°24′55.22″O / -37.7275694, -57.4153389. Cuenta con una superficie de unas 1700 ha de propiedad de la Fuerza Aérea Argentina. 
Su nombre militar es Campo de Tiro Mar Chiquita-Dragones de Malvinas. Originalmente allí funcionó desde el año 1968 el Centro de Experimentación y Lanzamiento de Proyectiles Autopropulsados (CELPA), en donde no sólo se realizaban investigaciones sobre lanzamientos de cohetes meteorológicos, sino también con fines bélicos. Desafectado de su propósito principal, el predio pasó a ser utilizado en actividades científicas de recepción y procesamiento de imágenes satelitales (Satélites de la serie NOAA) para aplicación a la investigación, en convenios con universidades locales y como sitio de prácticas aéreas y antiaéreas de tiro y bombardeo. Limita con la reserva natural provincial Mar Chiquita, y ambas se encuentran incluidas en la reserva de biosfera Parque Atlántico Mar Chiquita del programa MAB de la Unesco, en el que fue incorporada en el año 1996.
El accidente más destacado es la llamada laguna de Mar Chiquita, una alargada laguna costera o albufera paralela a la costa del mar Argentino del océano Atlántico, del que se encuentra separada por una cadena de altas dunas. 
Se conservan tres ambientes principales:
- Vegetación dunícola. Desde la playa es la primera que se observa, formando una franja de 100 a 150 metros de anchura, conformada por suelos arenosos, que incluyen dunas y algunos bajos.
- Cortaderal. Se presenta luego del anterior y antes que el próximo, formando una franja de pajonales de entre 300 y 600 metros de anchura, en donde domina ampliamente la cortadera.
- Espartillar. Se presenta luego del anterior y antes que la laguna, formando una franja de pajonales salobres e inundables, especialmente en invierno, en donde domina ampliamente el espartillo.

Otros ambientes presentes son las aguas litorales, la playa marina, la propia albufera, los arroyos y cangrejales.
Se accede mediante la RP 11, a la altura del km 490.

## Creación de la reserva natural de la defensa
La posibilidad de que los territorios asignados a las Fuerzas Armadas argentinas pudieran tener paralelamente una misión en la protección del patrimonio biológico ha sido un anhelo de la comunidad conservacionista de ese país durante décadas. Gestiones de varias ONGs permitieron acercar posiciones y el 14 de mayo de 2007 se firmó el Convenio Marco de Cooperación entre el Ministerio de Defensa y la Administración de Parques Nacionales, por el cual se crearon las reservas naturales de la defensa. Este acuerdo permite declarar Espacio de Interés para la Conservación de la Biodiversidad (ENIC) a los territorios de las fuerzas armadas que poseen interés conservacionista, espacios naturales que pasan a ser administrados de forma conjunta por ambas jurisdicciones. Para cada reserva se deben constituir comités locales de gestión. Hasta que no se lo indique en el Plan Rector, las visitas del público en general están vedadas.
La reserva natural de la defensa Campo Mar Chiquita-Dragones de Malvinas fue creada el 16 de junio de 2009 mediante el protocolo adicional n.º 4 al Convenio Marco de Cooperación entre el Ministerio de Defensa y la Administración de Parques Nacionales.

## Riqueza biológica
Ecorregionalmente pertenece a la zona de ecotono entre las ecorregiones terrestres espinal —que se extiende mayormente hacia latitudes menores— y la de las pampas húmedas.
Las aguas litorales que la bañan se incluyen en la ecorregión marina plataforma Uruguay–Buenos Aires.
Sus aguas dulces se incluyen en la ecorregión de agua dulce drenajes bonaerenses.

### Flora
Según la clasificación de Ángel Lulio Cabrera, fitogeográficamente pertenece al área de ecotono entre el subdistrito fitogeográfico del tala del distrito fitogeográfico del algarrobo, perteneciente a la provincia fitogeográfica del espinal, y el distrito fitogeográfico pampeano oriental de la provincia fitogeográfica pampeana.

### Fauna
Aves
La zona destaca por su abundancia de aves, contando con alrededor de 170 especies. Además de contar con la presencia de varias especies de aves marinas costeras, sus playas sirven como estación de descanso y alimentación, durante todo el año para las enormes migraciones que llegan allí todos los años de aves limícolas, tanto neárticas como patagónicas, como son los chorlos y playeros de las familias escolopácidos y carádridos, destacando el playero rojizo (Calidris canutus), la becasa de mar (Limosa haemastica), el playerito rabadilla blanca (Calidris fuscicollis), el playero blanco (Calidris alba), el vuelvepiedras (Arenaria interpres), etc.
Entre las aves se encuentran el taguató común (Buteo magnirostris), paloma picazuró (Columba picazuro), el carpintero real (Colaptes melanolaimus), chinchero chico (Lepidocolaptes angustirostris), el zorzal colorado (Turdus rufiventris), el zorzal chalchalero (Turdus amaurochalinus), la golondrina doméstica (Progne chalybea), la golondrina parda (Phaeoprogne tapera), la tacuarita azul (Polioptila dumicola, el pitiayumí (Parula pitiayumi), el cabecita negra (Carduelis magellanica), el naranjero (Thraupis bonariensis), etc. También abundan las aves acuáticas como el caraú, la garza blanca, la garcita blanca, la garza mora, la garza bruja, etc.
Mamíferos
Entre los mamíferos que protege se encuentran el gato montés (Leopardus geoffroyi), la comadreja overa (Didelphis albiventris), el zorro pampeano (Lycalopex gymnocercus), varias especies de quirópteros, etc.
Reptiles
Entre los reptiles se encuentran el lagarto overo (Salvator merianae), un ofidio de veneno peligroso como la yarará grande (Rhinocerophis alternatus, etc.